# Rune Lunso
Rune Lunso (ur. 11 lipca 1975) – norweski snowboardzista. Nie startował na igrzyskach olimpijskich ani na mistrzostwach świata. Najlepsze wyniki w Pucharze Świata osiągnął w sezonie 1997/1998, kiedy to zajął 55. miejsce w klasyfikacji halfpipe’a.
W 1998 r. zakończył karierę.

## Sukcesy

### Puchar Świata

#### Miejsca w klasyfikacji generalnej
- 1997/1998 - 55.

#### Miejsca na podium
1. Whistler – 13 grudnia 1997 (halfpipe) - 2. miejsce